# Pelágia de Tarso
Pelágia de Tarso (século III) foi uma mártir e virgem cristã habitante da cidade de Tarso durante o reinado do imperador Diocleciano (284-305) filha de pagãos ilustres. Foi considerada uma santa e a ela foi consagrado o dia 4 de maio.

## História e obras
Segundo a tradição, um herdeiro de Diocleciano (adotado por ele) apaixonou-se por Pelágia, mas ela refutou a oferta por afirmar estar comprometida com suas convicções religiosas. No mesmo período, Pelágia mentiu para sua mãe alegando que iria visitar uma enfermeira que havia cuidado dela na infância para que pudesse encontrar-se com o bispo Lino de Tarso na busca pelo batismo. Em meio a sua viagem Pelágia conseguiu encontrar-se com Lino. Segundo a tradição após ser batizada, anjos apareceram e cobriram Lino com um manto brilhante. Após ser batizada doou aos pobres todos os pertences valiosos que tinha e converteu muitos dos servos que a acompanhavam.
Quando retornou a sua cidade natal tentou converter sua mãe ao cristianismo, no entanto, obstinada, refutou a oferta e enviou uma mensagem ao filho de Diocleciano que Pelágia era cristã e que não se casaria com ele. Desolado, o jovem pereceu em sua própria espada. Temendo a repudiação do imperador, a mãe de Pelágia a amarra e a leva para o tribunal do imperador para ser julgada. Encantado com sua beleza, Diocleciano tenta convencer Pelágia de tornar-se sua esposa, porém a jovem não aceita a proposta e ainda faz desdém do imperador. Como castigo Diocleciano sentenciou Pelágia a ser queimada em um touro de bronze em brasa.
Ao entrar no touro, segundo a tradição, Pelágia fez o sinal da Cruz — sua carne derreteu espalhando pelo ambiente uma fragrância de mirra. Seus ossos permaneceram intactos e foram retirados por pagãos que os levaram para fora da cidade. Quatro leões protegeram os restos mortais da mártir até a chegada de Lino de Tarso que os enterrou. Posteriormente uma igreja foi erigida no lugar de sepultamento de Pelágia.

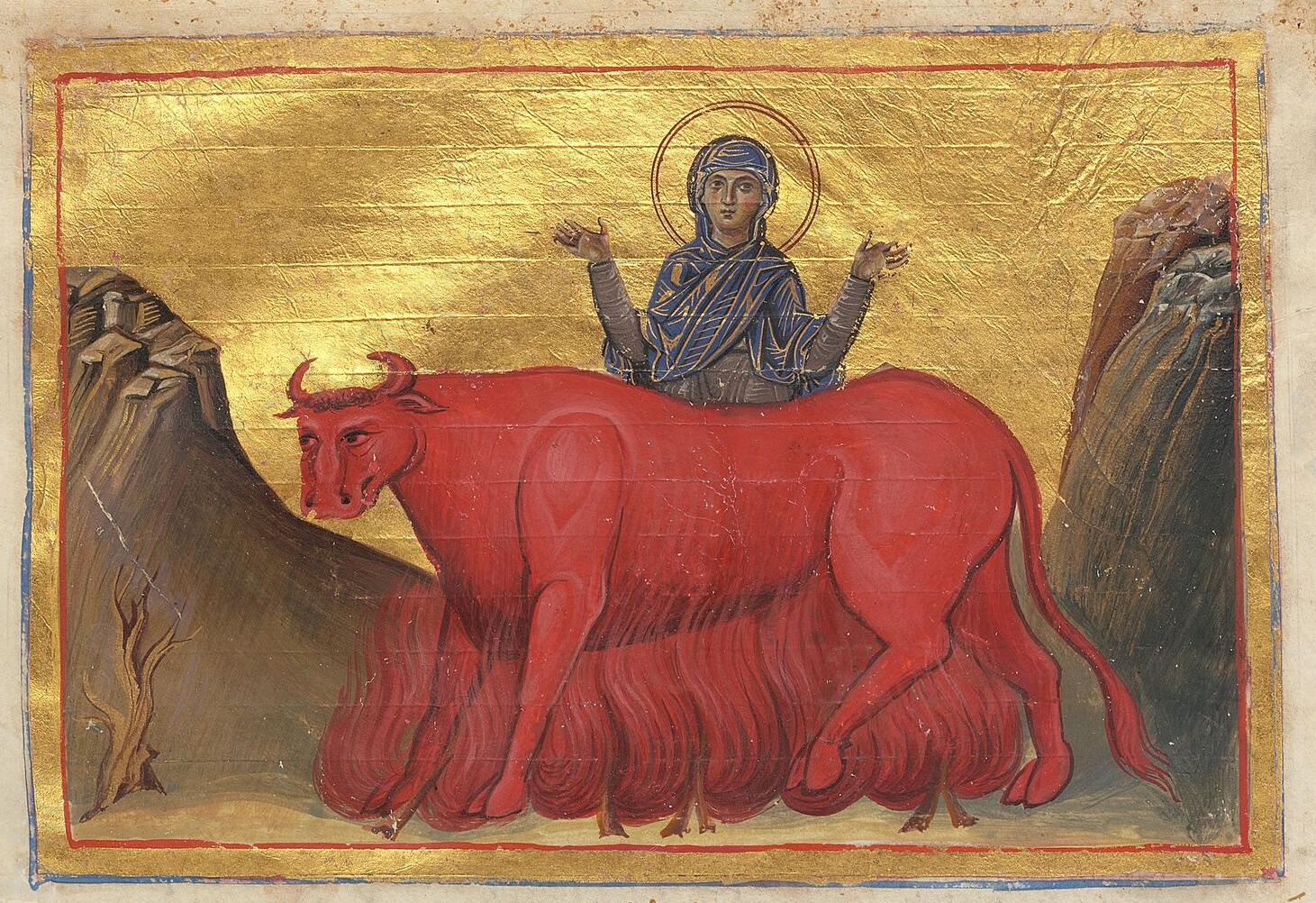
Pelágia de Tarso sendo executada, Menológio de Basílio II.